# João da Silva Guimarães
João da Silva Guimarães foi um bandeirante que explorou os sertões mineiro e baiano em meados do século XVIII.
João da Silva Guimarães, filho de Pascoal da Silva Guimarães,   explorou a Barra do rio Doce, às margens do rio São Mateus, nos sertões mineiros; e posteriormente o Alto Sertão e Sertão da Ressaca, na Bahia. Ele buscou, a serviço da Coroa portuguesa, as tão faladas esmeraldas existentes no sertão de Minas Gerais e reservas de ouro e prata no sertão da Bahia. Chegou a comunicar descoberta de diamantes na Barra do rio Doce, indo depois para o Alto Sertão da Bahia. De lá foi para o recôncavo baiano onde continua a relatar suas descobertas às autoridades portuguesas. Na Bahia, percorreu os territórios do rio Paraguaçu, rio das Contas e rio Pardo.
Em 1752 luta, juntamente com João Gonçalves da Costa, contra os índios no Sertão da Ressaca, não obtendo vitória. Os últimos relatos dele datam de 1764. Nos últimos anos morava na região entre as divisas dos atuais estados de Espírito Santo, Bahia e Minas Gerais.
É considerado como provável autor do documento 512, com o título de: Relação histórica de uma oculta, e grande povoação antiqüíssima sem moradores. Este documento antigo conta de uma cidade perdida no interior da Bahia.